# Kashimori-jinja

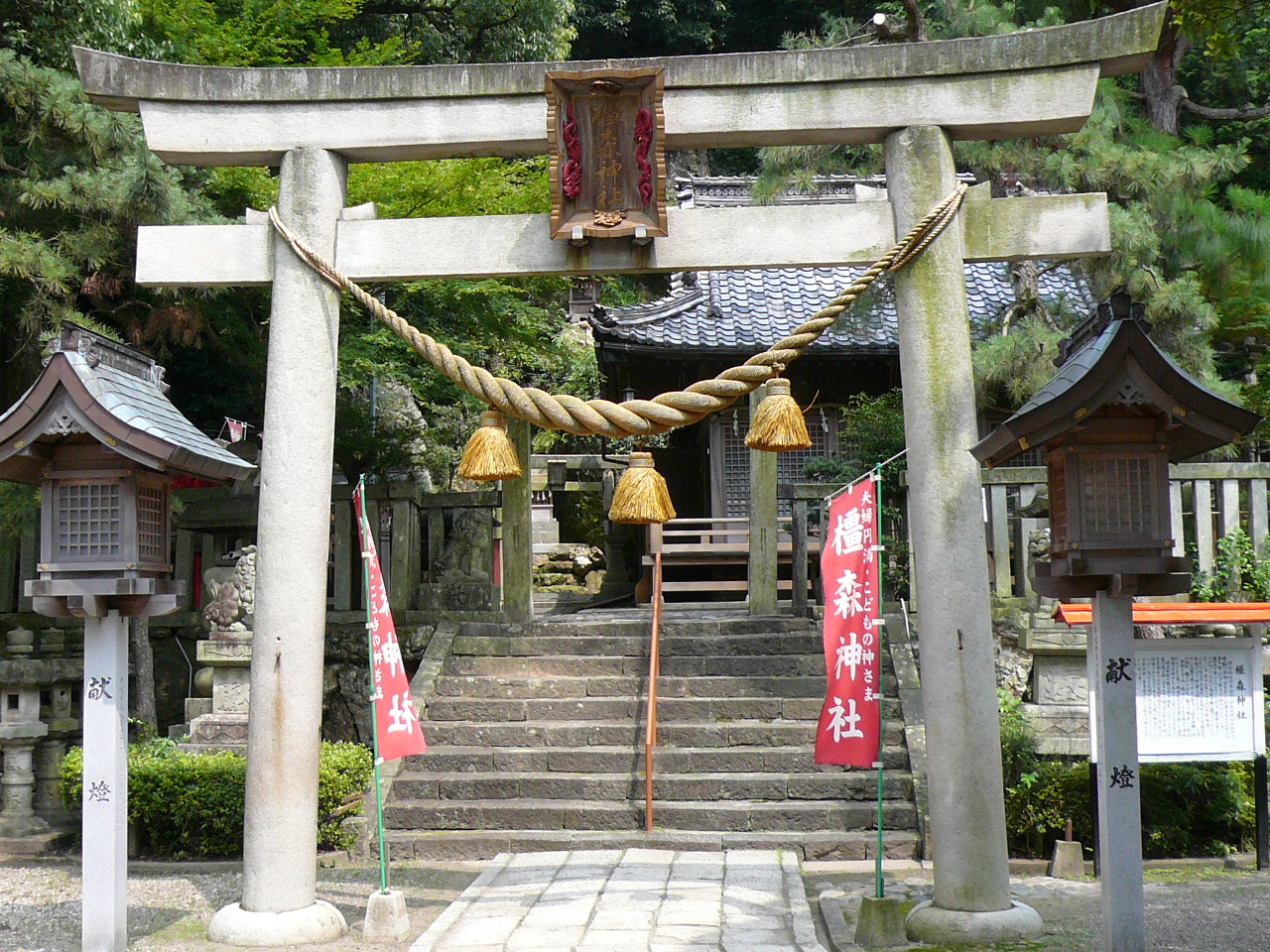
Entrée du Kashimori-jinja.

Le Kashimori-jinja (橿森神社) est un sanctuaire shinto situé dans la ville de Gifu, préfecture de Gifu au Japon. Depuis longtemps il est considéré comme bonne destination pour porter chance aux couples mariés et aux enfants. Une légende associée au sanctuaire Kashimori veut que lorsque Tenma, un cheval mythique, s'est posé derrière le sanctuaire, il a laissé dans la pierre une empreinte de sabot qui peut encore être observée aujourd'hui. Tous les 5 avril, le sanctuaire accueille le matsuri (festival) de Gifu, avec l'Inaba-jinja et le Kogane-jinja.

## Kami vénéré
Le dieu Ichihaya no mikoto est vénéré dans le temple. Ses parents sont le dieu Inishiki-Irihiko no mikoto (au Inaba-jinja) et la déesse Nunoshihime no mikoto (au Kogane-jinja). En raison de la relation entre les trois dieux, ces trois sanctuaires ont des liens très étroits. Étant donné que ce sanctuaire est construit pour l'enfant des deux autres dieux, il est le plus petit des trois.